# Mad soldiers'LABORATORY
『Mad soldiers'LABORATORY』（マッド・ソルジャーズ・ラボラトリー）は、1999年10月21日にリリースされたMC-K2の1枚目のミニアルバム。発売元はアンティノスレコード。

## 概要
浅倉大介と伊藤賢一のユニットMad Soldiersプロデュースのもと、MC-K2名義でリリースされたコタニキンヤ.初のアルバム。累計売上は0.9万枚を記録した。収録曲「憂鬱なSeven days」は、テレビアニメ『グラビテーション』挿入歌に起用され、後にシングル「This is GRAVITATION Vol.2」でセルフカバーしている。なお、コタニキンヤ.は本作リリース以前にもアニメ『グラビテーション』に登場する作中のバンドBAD LUCK名義でシングル「Spicy Marmalade」をリリースしており、正式なデビューは翌2000年1月にコタニキンヤ名義でリリースされたシングル「高熱BLOOD」で果たしている。

## 収録曲
1. 灼熱BLADE
  - 作詞：井上秋緒　作曲・編曲：Mad Soldiers
2. God You're SAVE
  - 作詞・作曲・編曲：Mad Soldiers
3. Time in my Heart
  - 作詞・作曲・編曲：Mad Soldiers
4. 憂鬱なSeven days
  - 作詞・作曲・編曲：Mad Soldiers
5. Mr.D
  - 作詞・作曲：伊藤賢一　編曲：Mad Soldiers